# حدق الجندة
حدق الجندة قرية صغيرة تقع جنوب غرب مدينة رفحاء وتبعد حوالي 50 كم وهي مورد ماء في السابق حيث يوجد فيها أكثر من 20 بئراً وسكانها الغالبية العظمى من عشيرة الجندة من شمر